# Rien (jezero)
Rien je jezero u općini Røros u okrugu Trøndelag u Norveškoj. Jezero ima površinu od 14.87 km2, a  nalazi se u blizini izvorišta rijeke Glomme, oko 10 km zapadno od granice sa Švedskom. Voda istječe kroz rijeku Glommu i teče prema jugu, gdje se ulijeva u veliko jezero Aursunden. Selo Brekken nalazi se oko 6km južno od jezera, a grad Røros se nalazi oko km jugozapadno.